# Weiher-Rüsselkrebs
Der Weiher-Rüsselkrebs (Bosmina longirostris) ist eine Krebsart aus der Gattung Bosmina. Sie ist häufig in Teichen anzutreffen, in Seen kommt sie in der Nähe des Ufers sowie im Pelagial und in der Tiefe vor.

## Merkmale
Die Furca-Krallen befinden sich auf einem kurzen Fortsatz des Hinterkörpers. Der Fortsatz weist eine Reihe schlanker Stacheln auf, ebenso wie die Basis der Endkrallen. Der Körper ist seitlich zusammengedrückt und besitzt einen Buckel. Der Kopf ist rundlich. Das Rostrum ist abgerundet. Die untere, hintere Schalenecke geht in einen unterschiedlich langen Zipfel über, vor dem sich eine Borste befindet. Das Fühlbörstchen der ersten Antenne ist von Spitze weit weg und befindet sich unter einem dreieckigen Schildchen. Der „Rüssel“ (der ersten Antenne) wirkt aufgrund zahlreicher aus kleinen Stacheln gebildeter Querringe, als wäre er gegliedert. Weibliche Tiere erreichen eine Größe von 250 bis 700 Mikrometer.

## Belege
- Heinz Streble, Dieter Krauter: Das Leben im Wassertropfen. Mikroflora und Mikrofauna des Süßwasser. Ein Bestimmungsbuch. Franckh-Kosmos Verlag, Stuttgart 2008, ISBN 978-3-440-11966-2.